# Halo (série de TV)
Halo é uma série de ficção científica do tipo live-action, baseada na franquia de jogos eletrônicos Halo da desenvolvedora Xbox Game Studios, anunciada em 21 maio de 2013 e lançado em 24 de março de 2022 na plataforma de streaming Paramount+. Onde a trama se concentrará na vida do combatente Master Chief e do esquadrão Spartans II, no contexto da guerra do século XXVI entre o Comando Espacial das Nações Unidas e a aliança Covenant, estrelando Pablo Schreiber, Natascha McElhone, Yerin Ha, Jen Taylor, Shabana Azmi, Bokeem Woodbine, Kate Kennedy, Natasha Culzac e Bentley Kalu.

## Premissa
Halo segue um conflito épico futurista no século 26 d.C. entre a humanidade e uma aliança alienígena chamada Covenant, retratando histórias pessoais desenhadas com ação, aventura e uma detalhada visão de futuro.

## Elenco

### Elenco principal
- Pablo Schreiber como John-117, o sub-oficial Master Chief (Master Chief Petty Officer)[3]
- Natascha McElhone como Catherine Halsey
- Shabana Azmi como Almirante Margaret Paragonsky
- Bokeem Woodbine como Soren-066
- Danny Sapani como Jacob Keyes
- Olive Gray como Miranda Keyes
- Kate Kennedy como Kai-125
- Natasha Culzac como Riz-028
- Bentley Kalu como Vannak-134

### Elenco de voz
- Jen Taylor como a Inteligencia Artificial (IA) Cortana[4][5]

## Produção

### Desenvolvimento
Em 21 de maio de 2013, foi anunciado que Steven Spielberg estava produzindo uma adaptação para a televisão da série de jogos eletrônicos Halo com o Xbox Entertainment Studios por meio de sua empresa de produção Amblin Television. Em 2014, a produção mudou para a rede de TV a cabo Showtime após o fechamento do Xbox Entertainment Studios. Permaneceu em desenvolvimento na rede por quase quatro anos.
Em 28 de junho de 2018, foi anunciado que a Showtime havia dado à produção um pedido de série para uma primeira temporada composta por dez episódios. A série será escrita e apresentada por Kyle Killen, que faria a produção executiva ao lado de Rupert Wyatt, que também dirigiria vários episódios. As empresas de produção que se espera envolver na série incluem 343 Industries e Amblin Television. Em 12 de agosto de 2018, foi anunciado que Master Chief seria o protagonista da série e que a série contará uma nova história dos jogos eletrônicos, respeitando seu cânon ao mesmo tempo. Em 3 de dezembro de 2018, foi anunciado que a Wyatt estava deixando o cargo de diretor e produtor executivo devido a problemas de programação que surgiram devido a atrasos na produção.
No final de fevereiro de 2019, Otto Bathurst foi contratado para substituir Rupert Wyatt e o número de episódios foi reduzido para nove. Em 18 de março de 2019, foi anunciado que a Showtime havia adicionado Steven Kane como co-showrunner, com Kyle Killen concentrando-se na produção estadual do projeto e Kane concentrando-se na produção física em Budapeste.

### Casting
Em abril de 2019, a Showtime revelou o elenco de vários personagens, incluindo Pablo Schreiber como Master Chief e Yerin Ha, que desempenhará um papel recém-criado como Quan Ah, de 16 anos, das Colônias Externas. O elenco adicional foi anunciado em agosto, com Natascha McElhone no papel duplo de Cortana e Catherine Halsey, e Bokeem Woodbine, Shabana Azmi, Bentley Kalu, Natasha Culzac e Kate Kennedy se juntando em papéis de suporte. Em novembro de 2020, Jen Taylor substitui McElhone como Cortana.

### Filmagem
A fotografia principal começou em outubro de 2019. Neste ano, a série gastou mais de US$ 40 milhões em custos de produção, segundo a revista Variety. Os cinco episódios filmados foram reeditados durante a pandemia do coronavírus, com a produção de um sexto episódio e refilmagens sendo planejadas na província canadense de Ontário (Canadá).

### Lançamento
A série live-action foi lançada em 24 de março de 2022 no serviço de streaming Paramount+.

## Recepção
Segundo o Deadline, a série bateu recorde de audiência durante a estreia no Paramount+, contabilizando as primeiras 24 horas após o lançamento. A adaptação da franquia do Xbox superou o seriado 1883, prequel de Yellowstone.
A primeira temporada tem um índice de aprovação de 69% no Rotten Tomatoes baseado em 54 resenhas, com uma nota média de 6,35/10. O consenso do site é que: "Halo é muito derivada de melhores séries de ficção científica para emergir uma elite totalmente formada, mas vislumbres de promessa e fidelidade ao material de origem sinalizam que ainda não está fora da luta". Já no site Metacritic, a série recebeu uma nota de 61 (de 100), baseado em 19 críticas, indicando uma "recepção majoritariamente favorável".